# Юркі Лумме
Юркі Олаві Лумме (фін. Jyrki Olavi Lumme; народився 16 липня 1966 у м. Тампере, Фінляндія) — фінський хокеїст, захисник. 
Вихованець хокейної школи «Ільвес» (Тампере). Виступав за «Ільвес» (Тампере), «Монреаль Канадієнс», «Шербрук Канадієнс» (АХЛ), «Ванкувер Канакс», «Фінікс Койотс», «Даллас Старс», «Торонто Мейпл-Ліфс».
У складі національної збірної Фінляндії учасник зимових Олімпійських ігор 1988, 1998 і 2002, учасник чемпіонатів світу 1990, 1991, 1996, 1997 і 2000, учасник Кубка Канади 1991, учасник Кубка світу 1996. У складі молодіжної збірної Фінляндії учасник чемпіонату світу 1986. 
Срібний призер зимових Олімпійських ігор 1988, бронзовий призер (1998). Срібний призер чемпіонату світу (2000). Фіналіст Кубка Стенлі (1994).